# آرگلیا (واله دل کاوکا)
آرگلیا (انگلیسی: Argelia, Valle del Cauca) یک منطقه مسکونی در کلمبیا است.